# Álvaro Hodeg Chagui
Álvaro Hodeg Chagui (castellà: Álvaro José Hodeg Chagüi)  (Montería, 16 de setembre de 1996) és un ciclista colombià, professional des del 2018, quan fitxà pel Deceuninck-Quick Step. En el seu palmarès destaca la victòria en la primera etapa de la Volta a Catalunya de 2018. De cara al 2022 fitxà per l'UAE Team Emirates fins al 2024.

## Palmarès
- 2016
  - Vencedor d'etapes de la Volta a Chiriquí
- 2017
  - Vencedor d'una etapa de la Volta al Valle del Cauca
  - Vencedor d'una etapa al Tour de l'Avenir
- 2018
  - 1r a la Handzame Classic
  - Vencedor d'una etapa de la Volta a Catalunya
  - Vencedor d'una etapa a la Volta a Polònia
  - Vencedor d'una etapa a la Volta a Alemanya
  - Vencedor d'una etapa a la Volta a Turquia
- 2019
  - 1r a la Fletxa de Heist
  - 1r al Tour de Münster
  - Vencedor d'una etapa al Tour Colombia
  - Vencedor d'una etapa a la Volta a Noruega
  - Vencedor d'una etapa al BinckBank Tour
- 2021
  - 1r al Gran Premi Marcel Kint
  - Vencedor d'una etapa al Tour de l'Ain
  - Vencedor d'una etapa a la Volta a Eslovàquia
- 2025
  -  1r als Campionats Panamericans en ruta

### Resultats al Giro d'Itàlia
- 2020. 131è de la classificació general